# Paracytheridea vandenboldi
Paracytheridea vandenboldi is een mosselkreeftjessoort uit de familie van de Paracytherideidae. De wetenschappelijke naam van de soort is voor het eerst geldig gepubliceerd in 1966 door Morales.